# Crystal Falls (Michigan)
Crystal Falls település az Amerikai Egyesült Államok Michigan államában, Iron megyében, melynek megyeszékhelye is. Lakosainak száma 1598 fő (2020. április 1.).

## Népesség
A település népességének változása:

| 2010 | 1 469 |
| 2020 | 1 598 |